# Даньфэн
Даньфэ́н (кит. упр. 丹凤, пиньинь Dānfèng) — уезд городского округа Шанло провинции Шэньси (КНР). Название происходит от реки Даньцзян и горы Фэнгуаньшань.

## История
При империи Цинь в 221 году до н. э. был создан уезд Шансянь (商县). При империи Суй в 584 году он был переименован в Шанло (商洛县). После чжурчжэньского завоевания он вошёл в состав империи Цзинь, и в 1154 году был присоединён к уезду Шанло (上洛县).
Во время гражданской войны эти места перешли под контроль коммунистов в мае 1949 года. В июне 1949 года был создан уезд Даньфэн. В 1950 году был создан Специальный район Шанло (商雒专区), и уезд вошёл в его состав. В 1958 году уезд был расформирован, а его территория — разделена между уездами Шансянь, Шаннань и Шаньян. В 1961 году уезд Даньфэн был воссоздан. В 1964 году в рамках национальной программы по упрощению иероглифов иероглиф 雒 из названия специального района был заменён на 洛. В 1969 году Специальный район Шанло был переименован в Округ Шанло (商洛地区).
В 2002 году постановлением Госсовета КНР были расформированы округ Шанло и городской уезд Шанчжоу, и образован городской округ Шанло.

## Административное деление
Район делится на 1 уличный комитет и 11 посёлков.

## Экономика
Даньфэн является крупным центром производства и экспорта грибов, в том числе шампиньонов. 